# Xã Wyard, Quận Foster, Bắc Dakota
Xã Wyard (tiếng Anh: Wyard Township) là một xã thuộc quận Foster, tiểu bang Bắc Dakota, Hoa Kỳ. Năm 2010, dân số của xã này là 63 người.